# SpVgg Trossingen
Maillots
Le SpVgg Trossingen est un club allemand de football localisé à Trossingen dans le Bade-Wurtemberg.

## Histoire
Après la Seconde Guerre mondiale, le SV Biberach fut dissous par les Alliés, comme tous les clubs et associations allemands (voir Directive n°23).
En 1945, le cercle fut reconstitué assez rapidement après avoir été dissous par les Allié en vertu de la Directive n°23.
En 1947, le SpVgg Trossingen fut un des fondateurs de l’Oberliga Sud-Ouest, Groupe Sud. Le club fut relégué après la première saison puis y remonta en 1949-1950. Ensuite, le club fut reversé dans la zone Sud.